# 七滝山
七滝山（ななたきやま）は、秋田県仙北郡美郷町にある山で、標高は776mである。

## 概要
美郷町の東方部、奥羽山脈の標高200〜700mにあって、縦2.6km、横1.5kmで木の葉のような形をしている山である。
雄物川水系丸子川の支流である七滝川の水源となっており、七滝水源かん養保安林に指定されている。1965年から七滝土地改良区（現在は仙北平野土地改良区に合併）が所有し管理してきたが、2015年からは美郷町が所有し管理している。

## 歴史
七滝山に関する古い記録としては1663年（寛文3年）「六郷東根之内、木和田北沢七滝山ニヶ所水野目林立置候間下木にても不可剪取者也」という藩の制札が残されており、水源であるため立ち木は勿論、下木でも伐採してはならない旨の命令が出ていた。
1691年（元禄4年）、藩に功労があったとして山方家が家老梅津半右衛門より拝領し所有する。
1800年（寛政12年）12月26日、六郷東根村、六郷高野村、金沢東根村、高梨村、払田村、飯詰村、境田村、上深井村、天神堂村、野荒町村、金沢寺田村、中野村、上野田村、野中村、土崎村、畑屋村、佐野村の17村が文銀一貫三百匁で山方早太から買い取り、各村々の肝煎が直接管理するようになる。
明治期になり、七滝水源林を管理する水源組合が地元農民により組織されるとともに、1897年（明治30年）の森林法制定により、五城目町兎品沢などと共に秋田県第1号の水源かん養保安林の指定を受ける。

## 保全
2008年、「美郷町水環境保全条例」の制定に基づく事業の一環として六郷東根小学校の児童らが七滝山にブナの苗木の植樹を行い、翌2009年からは七滝「水の森」植樹事業として町内の小学校に在籍している4年生児童らが森林学習やブナの植樹を行っている。

## アクセス
・岩手県道・秋田県道12号花巻大曲線
・町道七滝・女神線（未舗装）
・七滝山登山道

## その他
・山頂に四等三角点「七滝山」（冠字選点番号「姫11」）が存在する。
・七滝鳥獣保護区七滝特別保護地区が設定されている。
・秋田県警察の無線電波塔が設置されていた（現在は撤去）。現在でも跡地を見ることができる。
・全国でも稀な、土地改良区が水源林を所有し維持管理を行っていた山である。